# Condorcet (Droma)
Condorcet és un municipi francès situat al departament de la Droma i a la regió d'Alvèrnia-Roine-Alps. L'any 2007 tenia 467 habitants.

## Demografia

### Població
El 2007 la població de fet de Condorcet era de 467 persones. Hi havia 173 famílies de les quals 50 eren unipersonals (31 homes vivint sols i 19 dones vivint soles), 50 parelles sense fills, 58 parelles amb fills i 15 famílies monoparentals amb fills.
La població ha evolucionat segons el següent gràfic:
Habitants censats

### Habitatges
El 2007 hi havia 317 habitatges, 178 eren l'habitatge principal de la família, 116 eren segones residències i 23 estaven desocupats. 247 eren cases i 5 eren apartaments. Dels 178 habitatges principals, 128 estaven ocupats pels seus propietaris, 40 estaven llogats i ocupats pels llogaters i 10 estaven cedits a títol gratuït; 1 tenia una cambra, 11 en tenien dues, 33 en tenien tres, 57 en tenien quatre i 77 en tenien cinc o més. 155 habitatges disposaven pel capbaix d'una plaça de pàrquing. A 103 habitatges hi havia un automòbil i a 67 n'hi havia dos o més.

### Piràmide de població
La piràmide de població per edats i sexe el 2009 era:
| Homes | Edats   | Dones |
| ----- | ------- | ----- |
| 0     | 95 o +  | 4     |
| 0     | 90 a 94 | 0     |
| 0     | 85 a 89 | 4     |
| 0     | 80 a 84 | 4     |
| 8     | 75 a 79 | 8     |
| 8     | 70 a 74 | 16    |
| 16    | 65 a 69 | 12    |
| 16    | 60 a 64 | 16    |
| 4     | 55 a 59 | 8     |
| 12    | 50 a 54 | 24    |
| 16    | 45 a 49 | 4     |
| 16    | 40 a 44 | 16    |
| 12    | 35 a 39 | 8     |
| 16    | 30 a 34 | 20    |
| 16    | 25 a 29 | 8     |
| 12    | 20 a 24 | 16    |
| 4     | 15 a 19 | 4     |
| 12    | 10 a 14 | 12    |
| 12    | 5 a 9   | 12    |
| 4     | 0 a 4   | 0     |

## Economia
El 2007 la població en edat de treballar era de 302 persones, 182 eren actives i 120 eren inactives. De les 182 persones actives 151 estaven ocupades (84 homes i 67 dones) i 33 estaven aturades (9 homes i 24 dones). De les 120 persones inactives 40 estaven jubilades, 17 estaven estudiant i 63 estaven classificades com a «altres inactius».

### Ingressos
El 2009 a Condorcet hi havia 170 unitats fiscals que integraven 422 persones, la mediana anual d'ingressos fiscals per persona era de 14.003 €.

### Activitats econòmiques
Dels 28 establiments que hi havia el 2007, 1 era d'una empresa alimentària, 2 d'empreses de fabricació d'altres productes industrials, 4 d'empreses de construcció, 5 d'empreses de comerç i reparació d'automòbils, 5 d'empreses d'hostatgeria i restauració, 1 d'una empresa d'informació i comunicació, 3 d'empreses immobiliàries, 4 d'empreses de serveis, 1 d'una entitat de l'administració pública i 2 d'empreses classificades com a «altres activitats de serveis».
Dels 7 establiments de servei als particulars que hi havia el 2009, 2 eren paletes, 1 guixaire pintor, 1 fusteria, 2 restaurants i 1 agència immobiliària.
L'únic establiment comercial que hi havia el 2009 era una fleca.
L'any 2000 a Condorcet hi havia 21 explotacions agrícoles que ocupaven un total de 228 hectàrees.

## Equipaments sanitaris i escolars
El 2009 hi havia una escola maternal integrada dins d'un grup escolar amb les comunes properes formant una escola dispersa.

## Poblacions més properes
El següent diagrama mostra les poblacions més properes.